# Serixia albofemorata
Serixia albofemorata är en skalbaggsart som beskrevs av Aurivillius 1927. Serixia albofemorata ingår i släktet Serixia och familjen långhorningar. Inga underarter finns listade i Catalogue of Life.